# Air Sport
Air Sport était une revue française bimensuelle consacrée à l’aviation.

## Généralités
Dans sa première mouture apparue vers le mois de juin 1941, la revue Air Sport, sous-titré Revue mensuelle des sports aériens, se présente comme « l’Organe de liaison des associations agréées et de la section des Sports Aériens du Commissariat général à l'éducation générale et aux sports. » La revue de type brochée in-4 comporte alors 20 pages. Témoignage des sombres heures que traverse alors la France avec l’occupation allemande, la revue décrit principalement les activités de vol à voile ainsi que les modèles réduits.
Le 1er avril 1943 paraît la nouvelle série de la revue, toujours sous-titrée Revue des Sports Aériens et toujours éditée sous le patronage du Commissariat Général à l'Éducation Générale et aux Sports qui publie l'officiel de la fédération française des sports aériens. L’adresse de la rédaction est située au 18, avenue Félix-Viallet à Grenoble. L'administrateur-gérant se nomme G. Biessy, la revue étant imprimée à l’imprimerie Générale de Grenoble. La revue est vendue au prix de 3 Frs, fait environ 10-15 pages pour un format 270 mm x 360 mm.
Le n° 25, daté du 1er juillet 1944, serait l’ultime exemplaire de cette parution.